# Ubåtsklass Typ XXI
Ubåtsklass Typ XXI (tyska: U-boot-klasse XXI eller U-boot Typ XXI) är en tysk ubåtstyp från andra världskriget. Den var den första ubåtsklassen som primärt var konstruerad för att uppträda i undervattensläge, till skillnad från tidigare ubåtstyper som bara gick i undervattensläge vid flykt eller anfall. Klassen kom att utgöra basen för flera ubåtsklasser som den amerikanska Tang-klassen, den sovjetiska Whiskey-klassen och den brittiska Porpoise-klassen.

## Historik
Historiker och andra experter på andra världskriget är oense om vilken möjlighet Tyskland hade att vinna slaget om Atlanten. Det isolerade öriket Storbritannien var helt beroende av importer sjövägen. Tyska ubåtar sänkte många miljoner ton under 1939–1945 men de flesta fartygen kom fram oangripna. En av orsakerna till att tyskarna förlorade slaget om Atlanten var att de inte vidareutvecklade sina ubåtar. Arbetshästen, Typ VII, genomgick inte några avgörande förbättringar under krigets sex år.
Parallellt med den stora produktionen av befintliga ubåtsmodeller utvecklades dock några nya modeller. Den mest iögonfallande är Typ XXI. Typen innebar ett enormt steg framåt för ubåtsteknologin. Skrovet byggdes i åtta separata element, som kunde byggas i inlandet och därmed inte ta upp några dockor förrän vid slutmonteringen. Denna byggmetod innebar bättre hushållning med kapaciteten i de tyska varven, som stod under ständigt hot från fiendeflyg. Problem uppstod dock ofta vid slutmonteringen när de olika elementen skulle passas ihop, vilket krävde mer efterarbete än planerat. Ett stort antal XXI-båtar beställdes och började byggas men de få exemplar som togs i tjänst hann aldrig påverka utgången av kriget.
En ubåt av klassen, U 3503, attackerades och skadades av allierat flyg i Kattegatt och flydde in på svenskt territorialvatten vid Vinga Sand, där den sänktes av sin egen besättning. Ubåten bärgades av svenska marinen genom att luft blåstes in i ubåten, samt togs om hand och skrotades. Marinförvaltningen fick därvid tillfälle att i detalj studera tysk ubåtsteknik. Ubåtens snorkelanläggning togs om hand och monterades på prov på den svenska ubåten Draken.

## Konstruktion

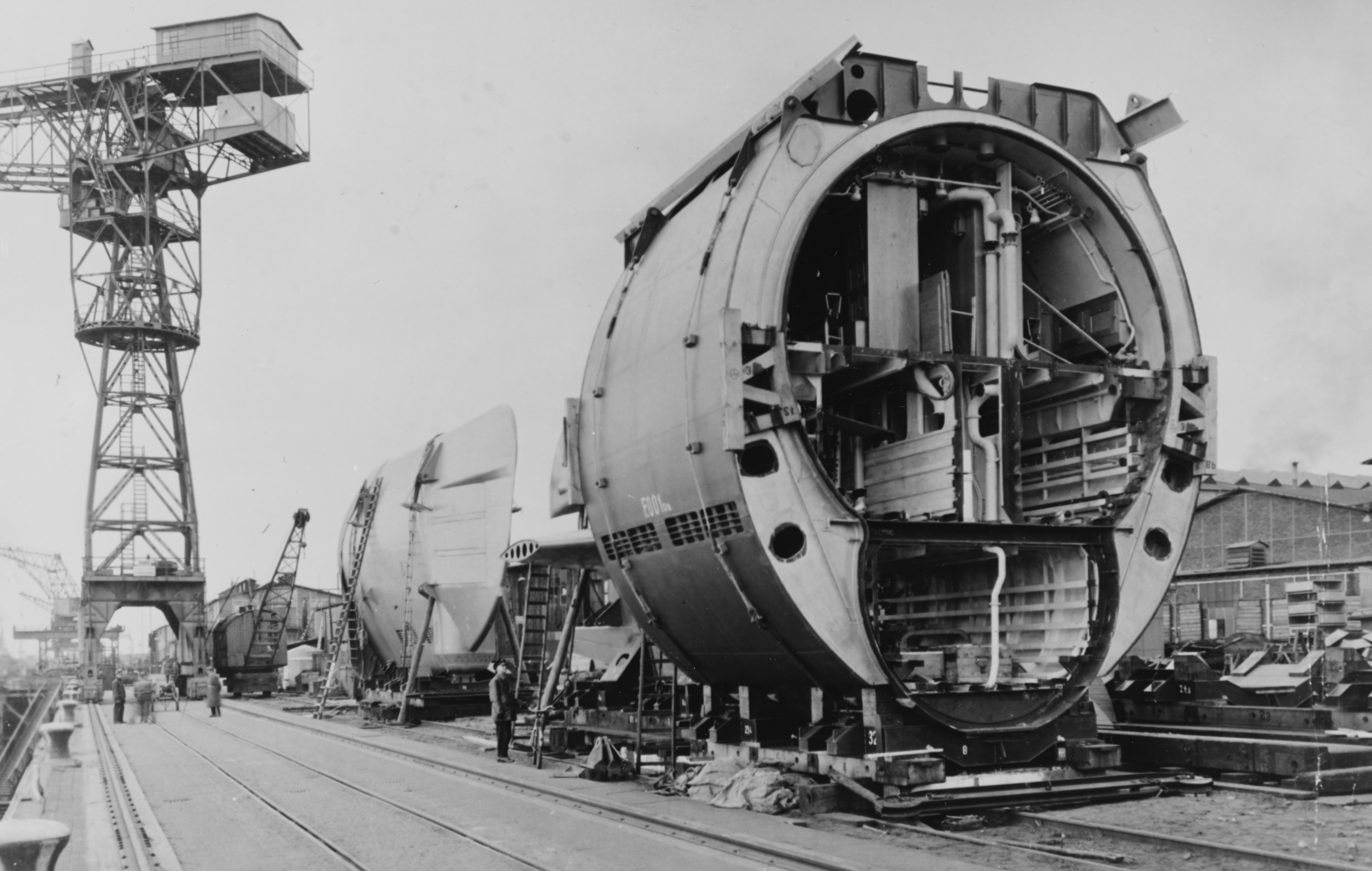
Skrovsektion 7 med torpedförvaringen som väntar på montering. Sektionen är komplett med det yttre formskrovet och det inre åttaformiga tryckskrovet.

Skrovformen hade sitt ursprung i utvecklingen av ubåtar med Hellmuth Walters luftoberoende maskineri. Dessa krävde stora tankar för väteperoxid. För dessa ubåtar hade man föreslagit ett tryckskrov med en sektion som en 8. I den övre delen skulle besättning, torpeder och maskiner finnas och i den nedre skulle tankar för väteperoxiden finnas. Då utvecklingen av dessa Walter-ubåtar gick långsamt föreslog man att använda samma skrovform men byta ut bränsletankarna mot större batterier. Detta blev grunden till utvecklingen av typ XXI.

### Skrov och maskineri
Det yttre formskrovet var betydligt mer strömlinjeformat än tidigare ubåtstyper. Däcket och tornet saknade räcken och andra saker som behövdes på äldre ubåtar som tillbringade större delen av sin tid på ytan. Skrovet var 76,7 meter långt över allt och bredden var 6,6 meter. Deplacementet var 1621 ton i ytläge och 1819 ton i undervattensläge. Maskineriet bestod av två MAN M6V 40/46 6-cylindrig dieselmotorer på vardera 2200 hk som drev varsin propeller. På vardera propelleraxeln fanns en SSW GU 365/30 kombinerad elmotor och generator på 2500 hk samt en elmotor för krypfart, SSW GW323/28 på 323 hk. Bränsletankarna rymde 250 ton olja. Batterierna bestod av 372 celler 44 MAL 740 batterier som lagrade totalt 33900 Ah vilket är mer än tre gånger batterikapaciteten i jämförelse med Typ VII. Till skillnad från tidigare ubåtsklasser som vanligen hade högre fart i ytläge jämfört med i undervattensläge kunde Typ XXI nå 17 knop i undervattensläge men 15,6 knop i ytläge. I ytläge var räckvidden 15 500 nm vid 10 knop och i undervattensläge 365 nm vid 5 knop. Maximalt dykdjup var 280 meter.

### Bestyckning
Däckskanonen slopades helt och luftvärnet reducerades till 2 centimeters automatkanoner i strömlinjeformade torn i tornets fram och bakkant. Torpedförrådet ökades till 20 stycken 53,3 cm torpeder för de sex torpedtuberna i förskeppet, tuberna i aktern slopades helt. Torpedladdningen skedde med hydraulik istället för med handkraft vilket avsevärt minskade omladdningstiderna. Typ XXI kunde avfyra tre salvor, om 6 torpeder vardera, på under 20 minuter jämfört med Typ VIIC där omladdningen av bara en torpedtub tog mer än 10 minuter.
Vidare hade typ XXI högre komfort för besättningen i form av kyl och frys för proviant, destilleringsutrustning med större kapacitet (med mer sötvatten kunde besättningen duscha oftare), kojplats till hela besättningen plus några andra småsaker. Den var utrustad med förbättrad passiv hydrofon, snorkel, radar och radarvarnare. Skrovet var också täckt med ett ljudisolerande lager gummi. Typ XXI var designad att huvudsakligen operera i u-läge, till skillnad från tidigare ubåtstyper som bara gick i u-läge vid flykt eller anfall. Detta minskade hotet från fientligt flyg avsevärt (de flesta tyska ubåtar som sänktes under kriget sänktes av radarutrustat flyg).

## Produktion
Produktionen byggde på att ubåtarna byggdes i nio stycken mindre sektioner på arbetsplatser i inlandet och sektionerna fraktades sedan med pråm till ett varv där slutmonteringen skedde. Detta förfarande var tänkt att minska den sårbara tiden på stapelbädden där allierade bombanfall lätt kunde skada produktionen. Problemet visade sig i att de nya leverantörerna av sektionerna hade svårt att hålla toleranserna och betydande resurser fick läggas på att passa ihop de olika sektionerna under slutmonteringen.
| månad          | Blohm & Voss | AG Weser | Schichau | Totalt |
| -------------- | ------------ | -------- | -------- | ------ |
| juni 1944      | 1            |          |          | 1      |
| juli 1944      | 1            | 1        | 1        | 3      |
| augusti 1944   | 3            | 3        | 1        | 7      |
| september 1944 | 5            | 1        | 2        | 8      |
| oktober 1944   | 6            | 3        | 3        | 12     |
| november 1944  | 6            | 3        | 4        | 13     |
| december 1944  | 6            | 6        | 8        | 20     |
| januari 1945   | 5            | 11       | 6        | 22     |
| februari 1945  | 5            | 6        |          | 11     |
| mars 1945      | 6            | 7        | 5        | 18     |
| april 1945     | 4            |          |          | 4      |
| Totalt         | 48           | 41       | 30       | 119    |

För att skydda den känsliga slutmonteringen på varvens stapelbäddar började man bygga Ubåtsbunkern Valentin belägen vid floden Weser cirka 30 kilometer norr om Bremen i Nordtyskland. Där var det tänkt att ubåtarna skulle slutmonteras i skydd av bunkerns tjocka betongtak enligt löpandebandprincipen.

## Tjänstgöring
Även om den första typ XXI levererades i juni 1944 skulle det dröja fram till krigets sista dagar innan någon ubåt av typen var färdig för tjänstgöring. En orsak till fördröjningen var att de nya ubåtarna var betydligt mer komplexa och att taktiken var annorlunda jämför med de äldre ubåtstyperna, träningsperioden för en ny besättning var 6-7 månader för typ XXI jämfört med 3 månader för äldre ubåtar. En annan orsak var att RAF Bomber Command fällde minor i Danzigbukten som var Kriegsmarines primära övningsområde för ubåtar. De första minorna fälldes den 26 augusti 1944 och den fortsatta mineringen ledde till att man övergav Danzigbukten och flyttade övningar till Lübeckbukten, detta område hade problemet att det låg inom räckvidd för Coastal Command.
U 2540 sänktes av sin egen besättning utanför fyrskeppet Flensburg den 4 maj 1945 efter att ha anfallits av brittiska Bristol Beaufighters, hon bärgades 1957 och togs i tjänst av Västtysklands Bundesmarine som forskningsubåten Wilhelm Bauer den första september 1960. Hon togs ur tjänst den 15 december 1982 och är nu museifartyg i Bremerhaven.

### Frankrike
U-2518 togs i tjänst i den franska flotta som Roland Morillot den 13 februari 1946 och tjänstgjorde till den 12 oktober 1967.

### Sovjetunionen
I enlighet med Potsdamöverenskommelsen övertog den sovjetiska flottan ubåtarna U-2529, U-3035, U-3041,  och U-3515